# Juliette Marquis
Juliette Marquis (* 16. April 1980 in Kiew, Ukrainische SSR, Sowjetunion; gebürtig Juliette Dudnik) ist eine US-amerikanische Schauspielerin ukrainischer Abstammung.

## Leben
Marquis, die als Kind nach Chicago zog, arbeitete im Teenageralter als Model. Sie debütierte in einer Folge der Fernsehserie Law & Order: New York aus dem Jahr 2001. Im Filmdrama This Girl’s Life – Mein Leben als Pornostar (2003) spielte sie neben James Woods die Hauptrolle. In der Sportkomödie Chicks with Sticks (2004) war sie in einer größeren Rolle zu sehen. Im Thriller The Insurgents (2006) wirkte sie an der Seite von Mary Stuart Masterson. Außerdem war sie in einigen Theaterstücken in Paris und in New York City zu sehen.

## Filmografie (Auswahl)
- 2003: This Girl’s Life – Mein Leben als Pornostar (This Girl’s Life)
- 2004: Chicks with Sticks
- 2005: Into The Sun – Im Netz der Yakuza (Into the Sun)
- 2005: London – Liebe des Lebens? (London)
- 2006: The Insurgents
- 2006: The Phobic
- 2007: Phantom Love